# Concrete (Fear Factory)
Concrete è un demo dei Fear Factory, pubblicato il 30 luglio 2002 dalla Roadrunner Records.

## Descrizione
È stato il primo album registrato, nel 1991, ma pubblicato in seguito poiché, secondo alcune fonti, erano presenti dissidi tra il gruppo e il contratto stipulato col produttore Ross Robinson. Una contesa legale fece ottenere a Robinson i diritti sull'album e al gruppo i diritti sui brani. Il gruppo in seguito registrò nuovamente otto dei brani dell'album, che venne pubblicato l'anno successivo col titolo Soul of a New Machine.

## Tracce
Testi e musiche di Burton C. Bell, Dino Cazares e Raymond Herrera, eccetto dove indicato.
1. Big God/Raped Souls – 2:36
2. Arise Above Oppression – 1:57
3. Concrete – 2:28
4. Crisis – 3:33
5. Escape Confusion – 4:08 (Dino Cazares e Raymond Herrera)
6. Sangre de Niños – 2:03
7. Soulwomb – 2:33
8. Echoes of Innocence – 3:04
9. Dragged Down By the Weight of Existence – 2:42
10. Deception – 0:29
11. Desecrate – 2:37
12. Suffer Age – 3:45 (Dino Cazares e Raymond Herrera)
13. Anxiety – 1:39
14. Self Immolation – 2:33
15. Piss Christ – 2:41
16. Ulceration – 2:45

## Formazione
- Burton C. Bell - voce
- Dino Cazares - basso, chitarra
- Raymond Herrera - batteria